# Атажукин, Измаил-бей
Измаил-бей Атажукин (кабард.-черк. Хьэтӏохъущыкъуэ Исмел) (1750—1811 или 1812) — кабардинский князь -пши, общественный деятель, возможный прототип главного героя поэмы М. Ю. Лермонтова «Измаил-Бей». Старший сын князя Темрюка Атажукина и внук старшего князя-валия Кабарды Бамата (Магомеда) Кургокина (Атажукина).

## Биография
Измаил-бей Атажукин родился в 1750 году (по другим данным — в 1745—1749 годах), старший брат Адиль-Гирея Атажукина.
В 1760 году Атажукин переехал в Россию, получил военное образование. В 1788 году получил звание премьер-майора, участвовал в штурме Очакова, за что был награждён медалью с каменьями. В 1790 был награждён орденом Св. Георгия IV степени за участие в штурме крепости Измаил. Был другом и сослуживцем Акима Васильевича Хастатова.
В 1794 году Атажукин был отправлен на родину, в Кабарду, с поручением по управлению горцами, в том же году за участие в антиправительственном движении с братом Адыль-Гиреем и майором Атажуко Хамурзиным выслан в Екатеринослав. Затем помилован в 1801 году, в 1804 вернулся в Кабарду в составе одного из подразделений «Кавказской линии».
Активно участвовал в политической и культурной жизни кабардинцев, был ярым сторонником просвещения; пытался решить разногласия с российскими властями мирным путём, однако его попытки не увенчались успехом. Его деятельность вызывала противодействие как со стороны царских властей, так и со стороны кабардинской знати.
В период своего пребывания в Санкт-Петербурге в 1802—1803 годах Измаил-бей жил «по Б.Подъяческой улице в доме полковника Корсакова». Между тем, отец Измаила Атажукина Темрюк был племянником вдовы калмыцкого хана Дондук-Омбы Джан — княгини Веры Дондуковой. «В конце 1743 года ханша Джан с детьми препровождается в Петербург, где она „приняла святое крещение“ и получила новое имя, став княгиней Верой Дондуковой, родоначальницей известной в истории России фамилии Дондуковых-Корсаковых. Сыновья её после крещения были названы Алексеем, Ионой, Петром и Филиппом. Княгиня Вера поселилась на Фонтанке в особняке, подаренном ей императрицей Елизаветой. Вскоре, видимо, не выдержав сырого северного климата, скончались один за другим два младших сына Джанет. Сама же она прожила в Петербурге около двадцати лет…». Её внучка Вера Ионовна была троюродной сестрой Измаила Атажукина, вышедшей замуж за Никиту Корсакова и давшей начало роду Дондуковых-Корсаковых).
Убит в 1811 (или в начале 1812 года) при загадочных обстоятельствах. Согласно общепризнанной, хотя и не недоказанной версии, убийцей Измаил-бея был его двоюродный брат Росланбек Мисостов.

## Цитаты[4]
- Доктор медицины Л. Р. Стегман об Атажукине:

«В Моздоке я познакомился с кабардинским князем Измаил-беем. Он полковник в российской службе, кавалер георгиевского ордена. Приверженность его к своему отечеству… нимало не изменилась в течение долговременного отсутствия; он состоит в тесном с оным сообщении… Он говорит по-русски и по-французски, ростом высок, красив собою и обходится как образованный светский человек».

- Измаил-бей Атажукин о Кабарде:

«Куда девалась слава кабардинского народа? Почтенные владельцы, где ваши преимущества и знатность породы? Узденья, где справедливая ревность и усердие к вашим владельцам и попечение о славе народа, которыми предки ваши похвально отличались? Мы видим все и чувствуем потерять даже и нашу свободу. А таковому несчастию, я смею сказать, мы сами причиной, потому что между нами, даже единокровными, нет … никакого союза. А оттого и во всем народе нет единодушия».

- Бывший пристав Кабарды И. П. Дельпоццо:

«Владелец полковник Измаил Атажуков служил в армии и был послан вместе с теми в Екатеринослав; после долго жил в Петербурге, пожалован кавалером ордена святого великомученика Георгия 4-го класса и бриллиантового медалью, говорит и пишет по-российски и по-французски и имеет жалованья 3000 руб.; получив столь много милостей, как бы надлежало мыслить о нем. Правда, что он живет в Георгиевске, но в прочем все напротив: он жену свою держит в Кабарде, сына родного, который имеет 10 лет от роду, отдал на воспитание одному своему узденю, молодому и весьма глупому человеку. Когда едет в Кабарду, снимает с себя крест, медаль и темляк положит в карман».

## Биографический очерк
Будучи подростком, Измаил Атажукин, по его словам, «повинуясь власти родителя», отправился в Санкт-Петербург, где был определен в военное учебное заведение.
Дед Измаила Атажукина Бамат (Магомед) Кургокин (Атажукин) был лидером «баксанской» партии кабардинской аристократии. Дядя Исмаила — князь Мисост Баматов, о котором пишет С.Броневский.
Владения Мисоста и отца Измаила Темрюка были в районе Пятигорья, эти земли и ресурсы были в большинстве своём отобраны у кабардинских владельцев в прямое распоряжение Российской империи в 1760—1770-х годах и стали передаваться новым собственникам. Сопротивление кабардинских владельцев было подавлено после жестокого поражения от русских войск на реке Малке в 1779 году. Сыновья Темрюка и Мисоста, в том числе Измаил и Росламбек, поступили в русскую службу. До того, в 1760-х и видимо 1770-х годах, Измаил находился с отцом «в эмиграции» в Закубанье, возможно, в Крыму и Турции, возможно даже в хадже (знал вероятно арабский и турецкий языки).
Начиная с 1780-х годов Исмаил Атажукин принимал активное участие в военно-политических событиях России и Кабарды. В 1787—1791 гг. участвовал в русско-турецкой войне. В 1788 году он при дворе князя Г. А. Потемкина-Таврического, а в конце этого же года участвует в штурме турецкой крепости Очаков. За боевые заслуги произведен из секунд-майора в премьер-майоры, блестяще аттестован в рекомендательном письме Потемкина Екатерине II, представлен к награждению «убранной каменьями медалью». В 1790 году, участвуя во взятии крепости Измаил, обратил на себя внимание А. В. Суворова, особо отметившего его «за храбрость и усердие». Через год он участвует в переговорах по заключению Ясского мирного договора, окончательно закрепившего Кабарду за Россией. В 1794 году Атажукин был направлен в Кабарду.
Однако вскоре вместе с братом Адыль-Гиреем и майором Атажуко Хамурзиным был выслан в Екатеринославль.
"Из трёх сосланных князей Измаил Атажукин дольше всех оставался в Екатеринославле. Об этом свидетельствует донесение Новороссийского гражданского губернатора И. Я. Селецкого в начале 1800 года генерал-прокурору А. А. Беклешеву, в котором отмечается, что Атажукин в период пребывания в ссылке «поступками и поведением своим не навлек на себя никакого подозрения». В 1797 году он подал прошение императору Павлу I с просьбой разрешить ему покинуть Екатеринославль, «но получил вежливый отказ». Видимо, при Павле I его держали подальше от Кабарды, где уже развил «исламистскую» и антироссийскую деятельность его сбежавший из ссылки младший брат Адиль-Гирей. И освобожден от ссылки в Петербург был Измаил уже после свержения императора Павла.
В 1801 году, после смерти Павла I и последовавшей затем амнистии, он обратился к Александру I с просьбой о возвращении на родину и об использовании его с «пользой для народа». Просьба была удовлетворена, но сначала ему было предписано явиться в Петербург. Здесь он был произведен в полковники, ему прочили командование формирующимся к тому времени кабардинским гвардейским эскадроном. Оставаясь в столице ещё два года, Атажукин представил в министерство внутренних дел «Записку» по делам кабардинского народа. К 1804 году, когда создание кабардинского эскадрона не состоялось, Атажукин вернулся на Кавказ. Здесь он был зачислен на службу на Кавказскую линию, поселился в г.Георгиевске, тогдашнем военно-административном центре Кавказской губернии.

### «Записки…» Измаила Атажукина[11].
В отличие от бежавшего из ссылки младшего брата Измаил вернулся из неё лишь по указанию свыше, после смены царствующего императора. С весны 1801 по осень 1804 года он находился в Санкт-Петербурге. Его записки, как пишет К.Дзамихов, «…надо полагать, были составлены автором или в 1802 г. или значительно раньше. Известно, что в начале 1804 года, находясь ещё в Петербурге, Измаил выступил с представлением по делам кабардинского народа в министерстве внутренних дел. Имеющиеся в нашем распоряжении материалы позволяют считать, что работ Атажукина было несколько и их более поздние варианты попали в министерство, подверглись редакции и составили основу известной нам „Записки о беспорядках на Кавказской линии и о способах прекратить оные“, которую он представил в МВД в том же году».
«Краткое описание жителей горских черкас, начиная от Большой и Малой Кабарды, покоренных Российской державе и расположенных между рек Терика и Кубани, а от сего места по берегу Чёрного моря, примыкая до селения бывших некрасовских казаков к селению Шегака, принадлежащих к турецкому владению…»':
Мотив Измаила Атажукина для представления документа: «единство болезнуя сердечно обо всем происходящем во всем краю родины моей», «ко благу общему и соотчичей своих».
В этом документе Измаил Атажукин употребляет слово «нации», которое приравнивает к понятию этноса, отдельного племени, при этом само название «адыги» он не употребляет, говорит лишь об общности «наречия» адыгских племен.
От Чёрного моря до Терека живёт некая общность «горских черкесов» (название проистекает от имен вышедших из Аравии Чера и Кеса, давших начало адыгским князьям и лично ему, Измаилу Атажукину, и его роду). Объединяет эту общность «горских черкесов» в изложении Измаил-бея общее состояние «злобы и пронырства», «стенания и неудовольствия душевного», проистекающие от «разных суеверий», разных «друг против друга» народов жестоких браней и кровопролитных сражений, «ведущих за собою уже следствием грабежи», «что сделалось у них наилучшим упражнением, и во всякой нации между своими вменяется во всякую славу» (при этом Атажукин отмечает «час от часу меньшее употребление» этого «навыка» воинских «упражнений»), от чего «сей предрассудок» стал основой корысти, на которой «основывают всю свою жизнь».
Именно этой усвоенной воинственностью объясняет Атажукин проблемы с горцами. Однако их можно преодолеть.
В изложении Измаил-бея, трем княжеским кабардинским фамилиям (Атажукины, Мисостовы и Джамбулатовы) исторически подчинялись все горцы от Терека до Кубани и ослабление этого порядка проистекает, как это неявно следует, из конфликта кабардинской знати с Россией.
Появление «российской державы» кладет конец беспорядку усобиц: «Черкесы, в российское подданство вступившие, то есть Большая и Малая Кабарда с принадлежащими к ним селениями, с того самого времени начали образовывать нравы свои и подходить ко всеобщему в разборе дел узаконению, взяв основанием тут же и свои собственные права…». Далее Атажукин подчеркивает: умиротворение и благоденствие края под российской властью должно быть обеспечено «через начальство, в том краю над воинством расположенное, посредством доверенных лиц» союзом божественного правосудия (то есть монаршего) и «собственных прав издревле всего того края народу принадлежащие». В этой связи Атажукин говорит о необходимости приведения «горских черкес» в состояние «верноподданных» российского престола, в состояние «единоначалия» — то есть самодержавия, но предлагает это по привычной Кавказу прежней схеме — через союз со знатью, признающей сюзеренитет российского монарха. Чтобы не военные начальники на местах решали дела горцев, а князья, каждый в своей зоне ответственности, по древним обычаям, но с учётом монаршей воли.
Атажукин написал «когда б всемилостивейшему государю благоугодно было успокоить начально прилегающих к границам высокославного его государства черкес Большую и Малую Кабарду, высочайшей его воле покорённых…».
Кабарда предстает вассальным владением русского царя, с помощью которого он может контролировать весь Кавказ от Терека до Черноморского побережья. Схема выглядит так: доверенное лицо, уполномоченное «высочайшею доверенностию устроить во всем краю жителей Кавказских гор всеобщее благоденствие» в лице самого Измаил-бея Атажукина, наследника самого знатного, самого владетельного и самого влиятельного во всем регионе рода (Атажукины выдвинуты на передний план), с помощью России, вступающей в диалог с кабардинской и затем прочей знатью, устанавливает единоначалие от Терека до Черного моря с опорой на адыгских и в первую очередь кабардинских (а среди них — Атажукиной фамилии) князей.
Западные адыги должны примкнуть при соответствующем развитии событий как бы автоматически, причем в аспекте этнической близости указывает Измаил-бей не на этническую общность адыгских племен, а на общность происхождения аристократии от «Иналанефа». Добавляя при этом практические резоны необходимости объединяться под российской властью: избавление от «междоусобной брани» и давление «черноморских козаков».
Кандидатуру свою Атажукин на пост своего рода «наместника Кавказа» (чья должность тогда в Российской империи ещё не была утверждена) объясняет, помимо родовитости и авторитета у горцев, также своими европейским образованием, военным опытом и заслугами, «доказавшими верноподданность перед Россией, особенно на поле брани».
Условно предлагаемую Измаилом Атажукиным модель организации управления Кавказом можно назвать «моделью аристократической», апеллирующей не к «магометанскому закону», а к «древним правам». Через тридцать лет Шора Ногмов коснется подобной модели в своей «Истории адыхейского народа» с приставкой «если бы…», словно бы обозначив её как не состоявшуюся и, возможно, по причине в том числе качеств современной ему черкесской аристократии, и несостоятельную.
В «Кратком описании…» аргументом своих предложений по использованию российской властью в интересах управления Кавказом кабардинской знати Атажукин выдвигает тот факт, что «Асетинцы, в совершенном узничестве у кабардинцев всегда находящиеся, токмо по некоторому им неизвестно от кого последовавшему внушению от повиновения отставшихся, а потому и в своем своевольстве пребывающие, проезжающим делают разные на пути в Грузию препятствия и почасту грабежи: берут от проезжающих положенную им дань, а кабардинцы на сие взирают равнодушно и им в том не препятствуют по причине той, что они оскорбляются от тех, для спокойствия коих они должны были пещис…».
Таким образом, Атажукин преподносит информацию в виде, соответствующем его целям. При этом два возможных лакирования действительности: во-первых, тезис о «всегдашнем узничестве» «Асетинцев» у кабардинских князей, во-вторых, не сама ли российская администрация способствовала их от такого «узничества» освобождению.
«Записка о жителях Кавказа, Большой и Малой Кабарды, с описанием первобытного их состояния до устроения линии от крепостей Моздока и до Ставрополя, и какие из того произошли неудобства»:
Это по сути детализация мыслей «Краткого описания…».
Измаил-бей рисует схему автономного бытия Центрального и Северо-Западного Кавказа под управлением кабардинской аристократии, порядок между которой обеспечивается высшим суверенитетом русского царя через суд в Георгиевске. Управление территорией зиждется, по мысли Атажукина, на «древних правах», то есть на обычаях кабардинской аристократии, которой все остальные народы подвластны (о простонародье и неадыгах Атажукин отзывается довольно пренебрежительно).
По сути, феодального строя, по мнению составителя «Записки…» достаточно для «благоденствия» при наличии внешней силы и авторитета в лице русского царя. О магометанском законе вообще ни слова.
Беспорядки и междоусобицы между горцами объясняются ущемлением их Линией, невежеством в отношении местных порядков и злоупотреблениями русской местной администрации, ведущими к ослаблению, междоусобицам и противопоставлению исстари преданной русскому царю кабардинской аристократии России. В таком контексте роль «доверенного лица» российской власти в регионе не озвучивается, видимо, она сводится (в лице самого Измаила Атажукина) к способствованию наведению порядка в определенный срок.
Сведения о происхождении кабардинских князей из Аравии, об их месте на Кавказе известны были при дворе и до записок Атажукина, от людей, подобных П. С. Палласу, И. А. Гюльденштедту, Якобу Рейнеггсу, из донесений военных чиновников и т. д. Измаил-бей мог об этом знать и это учитывать. Особенность его записок: он выстраивает историческую картину сообразно своим целям, причем не обозначая некоторых существенных моментов словами, но вполне отчетливо их проводя в контексте.
Так, в историческом обзоре своей «Записки…» он указывает на давние вассальные связи и преданность кабардинской аристократии российскому престолу. И последовательной линией предстает история черкесских князей, поданная Измаилом Атажукиным в соответствующем виде. Легендарные Чер и Кес покинули Аравию и верно служили цесарю (то есть византийскому православному императору) — для российской, европейской аудитории ассоциация с противостоянием православной Византии, на сторону которой перешли Чер и Кес, с аравийскими мусульманами. Затем рассказ о генезисе «черкесов», как объединении под управлением потомков Чера и Кеса местных кавказских племен, «теснимых зверствами татар» (имеется в виду крымских, то есть мусульман). Далее Измаил отмечает участие кабардинских князей в Персидском походе Петра I и особо подчеркивает происхождение «немалые предполагавшего препятствия великим Его Императорского Величества намерениям» шамхала Тарковского от Багдадского халифа, указывая, что именно кабардинские князья, «добровольно пришедшие к великому царю», были «единственною причиною взятия в плен» шамхала.
Таким образом, Измаил Атажукин представляет кабардинскую и вообще черкесскую аристократию давним союзником против актуального для Российской империи на тот период времени врага.
Похожий подход можно видеть и у Шоры Ногмова в опубликованной 30 лет спустя «Истории адыхейского народа», но гораздо менее явно и последовательно выраженный.
Завет кабардинским князьям (именно князьям) «России и Баксана никогда не оставлять» Измаил-бей приписывает князьям же Мамбету Атажукову и Касаю Мисостову. К.Дзамихов счел нужным отметить, что «памятники устной традиции относят примерно такое же высказывание к кабардинскому мудрецу Лиуану Бжихатлову». Интересно, что 11 июня командующий на Кавказской линии генерал Булгаков писал исполняющему обязанности пристава в Кабарде (под)полковнику Ребиндеру: «…внушите кабардинцам, что в будущее время гибель неминуемо их постигнет, если они не исполнят своего мне слова и не вспомнят к благу их заклинания, произнесенного пред смертию славным между ними Мисостом, чтобы не осмеливались оставлять Баксана и повиновения к Российскому Высочайшему Престолу».
Как причину искажения благодатного исторического союза Измаил-бей указывает «жестокий рок всему тому иной предел назначил и благоденствие жителей Кавказа начало время от времени уменьшаться, гибель их сделалась неизбежною». Далее в тексте вполне в духе представлений эпохи, в контексте просвещенческих идеалов времён раннего Александра I царю предлагается совершить акт благой разумной воли против этого самого рока — устроить дела на Кавказе предлагаемым Измаилом Атажукиным образом.
«О беспорядках на Кавказской линии и о способах прекратить оные»:
Данная записка Измаила Атажукина, хронологически последняя, в печати пока не публиковалась и доступна только в архивах.
Видимо, она была несколько менее категоричной чем предыдущие две. «В политической части „Записки…“ автор замечает, что силой покорить „горских жителей никогда возможности не будет“, далее он продолжает: „Но если бы из сих племен первенствующие были в наших видах, то влиянием и силою своею они могли бы много иметь действия на усмирение других“. „С некоторою достоверностью полагать можно, что первенство сие имеют кабардинцы“.
Эта записка была отправлена министром внутренних дел графом Кочубеем на Кавказ к главнокомандующему П. Д. Цицианову для рассмотрения. В сопроводительном письме министр указывает на то, что побудило его принять решение о направлении полковника Измаила Атажукина на службу в Кавказский корпус, где он может оказать необходимую помощь: „…сделать употребление из средств, представленных им к успокоению горских народов“. В своём ответе Цицианов резко возражает по поводу возможной ликвидации Кавказской линии (о чём, по сути, говорится в „Записке…“ Атажукина)… и ставит под сомнение полезность использования Измаил-бея для службы на Линии, но сообщает что он имеет намерение назначить его командиром Кабардинского эскадрона, о целесообразности создания которого он сообщал в своем рапорте царю 23 марта 1804 года».
«Из Петербурга 29 мая 1804 года в ответ на рапорт Цицианова о создании эскадрона пришло письмо с положительным откликом от графа Адама Чарторыйского (тогда министра иностранных дел России). Из ответа графа Цицианову по этому вопросу становится ясно, что идея создания гвардейского Кабардинского эскадрона принадлежала ещё покойному генерал-фельдмаршалу князю Г. А. Потемкину…». .
Интересен вопрос о том, как Измаил Атажукин передал свои записки в Министерство внутренних дел Российской империи. К.Дзамихов полагает, что «здесь не обошлось без участия Сергея Лаврентьевича Львова, генерала от инфантерии, приближённого князя Потёмкина-Таврического». Записки Атажукина попали к Николаю Александровичу Львову… После вступления Александра I на престол в 1801 году Львов был командирован на Кавказ «для устроения и описания разных необходимостей при тамошних теплых водах». Умер он по возвращении с Кавказа в 1803 г..
С В. П. Кочубеем, министром внутренних дел, ответившим Атажукину на его записки, Николай Львов мог быть знаком по службе в МИД, где первый был министром.
Интересно, что деловыми друзьями контакт Н. А. Львова были братья Соймоновы. Один из них был Соймонов Михаил Федорович [15(26).5.1730, Москва, — 17(29).10.1804, Серпухов], один из организаторов горного дела в России. Первый директор (с 1773) Высшего горного училища (ныне Ленинградский горный институт им. Г. В. Плеханова). В 1771—81 и в 1796—1801 в качестве главного командира Берг-коллегии и монетных дворов осуществил ряд важных мероприятий по развитию российской горной промышленности.